# Comuna Lăki, Plovdiv
Obștina Lăki  (comuna Lăki) este o unitate administrativă în regiunea Plovdiv din Bulgaria. Cuprinde un număr de 11 localități.  Reședința sa este orașul Lăki. Localități componente:
| - Balkan Mahala - Belița - Borovo - Giurkovo - Dreanovo - Zdraveț | - Păkavița - Lăki - Manastir - Cetroka - Iugovo |

## Demografie
Componența etnică a comunei Lăki
     Turci (2,23%)
     Nicio identificare (8,92%)
     Bulgari (88,62%)
     Romi (0,03%)
     Altele (0,17%)
La recensământul din 2011, populația comunei Lăki era de 2.902 locuitori. Din punct de vedere etnic, majoritatea locuitorilor (88,62%) erau bulgari, cu o minoritate de turci (2,23%). Pentru 8,92% din locuitori nu este cunoscută apartenența etnică.